# Итальянский избирательный закон (2015)
Закон «Положения о выборах Палаты депутатов» (итал. Disposizioni in materia di elezione della Camera dei deputati) — итальянский закон № 52 от 6 мая 2015 года, получивший в прессе широко распространившееся название «Италикум» (итал. Italicum) и утративший силу 12 ноября 2017 года.

## Разработка

### Решение Конституционного суда о «законе Кальдероли»
4 декабря 2013 года Конституционный суд принял решение об отмене ряда положений «закона Кальдероли», а именно: отсутствие в законе ограничения минимального уровня поддержки избирателями партии, необходимого для обеспечения ей «бонуса большинства» (предоставление партии или коалиции, получившей относительное большинство голосов избирателей «бонусных» мест с целью обеспечения их абсолютного большинства) и невозможности преференциального голосования (голосования за конкретного кандидата в партийном списке с тем, чтобы места в списке распределялись в соответствии с волеизъявлением избирателей) — поступивший в Палату депутатов законопроект о новой избирательной системе сразу был прозван l’Italicum.

### «Пакт Назарено»
18 января 2014 года в штаб-квартире Демократической партии на улице Ларго Назарено в Риме состоялись переговоры Маттео Ренци и Берлускони, в результате которых было достигнуто соглашение об основных положениях нового закона, получившее в прессе название «пакт Назарено».

### Обсуждение в Палате депутатов
12 марта 2014 года Палата депутатов приняла новый избирательный закон большинством 356 против 156 голосов при 40 воздержавшихся (против голосовали фракции Движения пяти звёзд, Лиги Севера, «Левые, Экология, Свобода», Братья Италии).

### Обсуждение в Сенате
10 июля 2014 года Комиссия Сената по конституционным реформам закончила обсуждение законопроекта, и 14 июля 2014 года он поступил на обсуждение палаты. В конце июля 2014 года в Сенате сложилась патовая ситуация. «Левые, Экология, Свобода» категорически отвергли законопроект и компромиссное предложение «диссидента» ДП Ваннино Кити, предложившего сократить количество поправок в обмен на договорённость о нескольких основных положениях в текущей сессии и переносе окончания слушаний на осень. Лидер Движения пяти звёзд Беппе Грилло заявил, что в случае отмены прямых выборов Сената его партия выйдет из парламента.
12 ноября 2014 года Маттео Ренци после долгих и трудных переговоров с Берлускони объявил о возобновлении их прежней договорённости после пересмотра ключевых положений: для получения «бонуса большинства» партия или коалиция должны будут получить на выборах поддержку минимум 40 % избирателей, преференциальное голосование предполагается для всех участников списка, кроме его лидера. Прохождение законопроекта через Сенат намечено до конца текущего года, первые парламентские выборы на основе нового закона должны пройти в 2018 году.
10 декабря 2014 года при поддержке фракций ЛЭС, Движения пяти звёзд, Лиги Севера и «диссидентов» ДП Комиссия по конституционным вопросам Палаты депутатов большинством 22 голоса против 2 проголосовала за внесение поправки в правительственный законопроект, предложив Палате депутатов убрать из него положение о праве президента назначить пять сенаторов со сроком полномочий 7 лет.
20 января 2015 года Сенат большинством 175 голосов против 110 при двух воздержавшихся одобрил предложенный сторонником Ренци сенатором Стефано Эспозито так называемый «большой скачок» (supercanguro) — поправку, позволившую отбросить около 35 тыс. из 47 тыс. предложенных поправок. Её текст предусматривает «бонус большинства» для списков, получивших 40 % голосов избирателей, «блокирование» 100 первых мест в партийных списках, процентный барьер 3 %, чередование в списках мужчин и женщин (doppia preferenza di genere), запрет кандидатам выдвигаться более, чем по одному округу, за исключением лидеров списков, для которых ограничение устанавливается на уровне 10 округов. «Диссидентов» ДП возглавил сенатор Мигель Готор, который обвинил Маттео Ренци в сотрудничестве с Берлускони и добился перед голосованием по «большому скачку» проведения своей поправки о «блокировании» лидеров списков, поддержанной Движением пяти звёзд и ЛЭС (170 сенаторов проголосовали «за», 116 — «против», 5 воздержались).
27 января 2015 года Сенат одобрил законопроект в версии Эспозито, которая получила в прессе название «l’Italicum 2.0», большинством 184 голоса против 66 при двух воздержавшихся. Ввиду изменения текста законопроекта, он был возвращен в Палату депутатов. Меньшинство фракции ДП и представители партии Вперёд, Италия покинули зал и не участвовали в голосовании.

### Разрыв «пакта Назарено»
В январе 2015 года, из-за несогласия с позицией Маттео Ренци, объявившего единой кандидатурой Демократической партии на выборах нового президента Италии Серджо Маттарелла, Сильвио Берлускони объявил «пакт Назарено» разорванным, и с этого момента Вперёд, Италия встала в оппозицию к законопроекту.

### Снова в Палате депутатов
В ночь с 13 на 14 февраля 2015 года после многочасовых дискуссий Палата депутатов утвердила поправки в отсутствие большинства представителей оппозиционных фракций «Вперёд, Италия», Движения пяти звёзд, Лиги Севера и ЛЭС, покинувших помещение палаты в знак протеста. Представитель внутренней оппозиции ДП Джанни Куперло заявил, что решение о принятии сорока статей, требующих изменений Конституции, в полупустом зале заседаний станет поражением для всех.
29 апреля 2015 года Палата депутатов в первом голосовании выразила доверие законопроекту: 352 голоса «за», 207 — «против», 38 представителей меньшинства ДП не участвовали в голосовании.
Утром 30 апреля 2015 года Палата проголосовала за доверие второй раз (350 голосов «за», 193 «против»), а днём — в третий (342 «за», 15 «против», противники законопроекта не участвовали в голосовании). Против закона выступили всё те же 38 «диссидентов» в рядах ДП, включая Роберто Сперанца, Рози Бинди, а также бывших лидеров партии Энрико Летта и Пьера Луиджи Берсани. Тем не менее, Бинди исключила вероятность раскола партии в связи с данным конфликтом. Однако, такие деятели ДП, как Альфредо Д'Атторе и Пиппо Чивати, демонстрировали свою готовность к крайним мерам. Первый из них называл Маттео Ренци «каудильо», второй требовал вынесения вопроса на референдум. Последнее предложение поддерживают также многие представители оппозиционных партий: от Данило Тониннели (Движение пяти звёзд) и Артуро Скотто (ЛЭС) до Мары Карфанья (Вперёд, Италия).
4 мая 2015 года закон окончательно принят тайным голосованием Палаты депутатов (334 голоса «за», 61 «против», четыре депутата воздержались).

## Вступление в силу
6 мая 2015 года президент Маттарелла подписал закон. Видный представитель «диссидентов» в рядах Демократической партии Пиппо Чивати в знак протеста вышел из её рядов, но никто из его единомышленников среди сенаторов не последовал за ним.
8 мая закон был опубликован в официальном издании Gazzetta Ufficiale, в основном вступил в силу 23 мая 2015 года, а в части организации выборов в Палату депутатов — 1 июля 2016 года.

## Основные положения
Избирательный закон сохраняет установленную законом Кальдероли пропорциональную систему выборов. Его содержание в краткой форме можно представить в следующем виде:
- Территория Италии делится на 20 избирательных округов (по количеству регионов), а те, в свою очередь, делятся на 100 многомандатных коллегий, каждая из которых организует выборы на несколько депутатских мест — от трёх до девяти, в зависимости от количества зарегистрированных избирателей.
- Процентный барьер для партий устанавливается на уровне 3 % в целом по стране (в ранних вариантах законопроекта предлагался уровень 8 %).
- Партия, набравшая не менее 40 % голосов избирателей, получает бонус большинства — 340 депутатских мандатов из общего количества мест в Палате депутатов 630. Если ни одна из партий не достигает 40 % барьера, проводится второй тур выборов с участием двух партий, добившихся наилучших результатов. 13 мест резервируются для депутатов от заграничного округа и автономной области Валле-д’Аоста
- Лидеры списков в каждой из 100 коллегий устанавливаются руководством своих партий, места остальных кандидатов в списке определяются по результатам выборов, в ходе которых избиратели голосуют не за список полностью, а за конкретных его участников, распоряжаясь при этом двумя голосами. Только лидеры списков могут выставить свои кандидатуры в нескольких коллегиях, но не более, чем в десяти. Доля представителей одного пола среди лидеров партийных списков в каждой коллегии не может превышать 60 %.
- Итальянцы, проживающие за рубежом не менее трёх месяцев, с целью учёбы, работы или лечения, имеют право голосовать в «зарубежном округе» (circoscrizione Estero). Это положение закона называют также «поправкой Эразмус» (emendamento Erasmus).

## Решение Конституционного суда о законе «Италикум»
25 января 2017 года Конституционный суд Италии вынес своё решение об основных положениях закона, признав противоречащей Конституции статью о втором туре голосования. Выдвижение одной кандидатуры в нескольких избирательных округах сохранено, но уточнено — если кандидат побеждает в нескольких округах одновременно, то округ, который он будет представлять в парламенте, должен определяться посредством жеребьёвки.

## Утрата силы
26 октября 2017 года Сенат окончательно утвердил текст нового избирательного закона, прозванного прессой «Розателлум» по фамилии его инициатора Этторе Розато («за» проголосовали 214 сенаторов, 61 — «против», двое воздержались). 3 ноября 2017 года президент Маттарелла подписал «Розателлум». 11 ноября новый закон был опубликован и 12 ноября вступил в силу, заменив «Италикум», на основании которого выборы ни разу не проводились.